# 中华人民共和国国务院办公厅
中华人民共和国国务院办公厅（英語：General Office of the State Council of the People's Republic of China），简称国务院办公厅或国办，是中华人民共和国国务院的办公机构，是协助国务院總理处理国务院日常工作的机构。
国务院办公厅是依据《中华人民共和国国务院组织法》第七条设立的。该条规定，“国务院秘书长在总理领导下，负责处理国务院的日常工作。国务院设副秘书长若干人，协助秘书长工作。国务院设立办公厅，由秘书长领导。”

## 沿革
1949年9月27日，中国人民政治协商会议第一届全体会议通过《中华人民共和国中央人民政府组织法》。根据该法第十八条的规定，中央人民政府政务院秘书厅于1949年9月设立。1954年9月，第一届全国人民代表大会第一次会议在北京召开，会议通过了《中华人民共和国宪法》和《中华人民共和国国务院组织法》，成立中华人民共和国国务院，国务院设置国务院秘书厅。
1970年6月，国务院秘书厅调整为国务院办公室，仍由秘书长领导。1980年5月，正式组建国务院办公厅。
2018年3月17日，第十三届全国人民代表大会第一次会议通过《第十三届全国人民代表大会第一次会议关于国务院机构改革方案的决定》，批准《国务院机构改革方案》。方案规定：“将……国务院办公厅的应急管理职责，……组建应急管理部，作为国务院组成部门。……”2018年9月13日，《中共中央办公厅 国务院办公厅关于调整国务院办公厅职责机构编制的通知》称，“国务院办公厅应急管理职责划入应急管理部，不再保留国务院应急管理办公室”。
2020年10月17日，第十三届全国人大常委会第二十二次会议通过关于修改《中华人民共和国国旗法》《中华人民共和国国徽法》的决定，规定国务院办公厅统筹协调全国范围内国旗和国徽管理有关工作。
2020年12月28日，国务院办公厅印发《国务院办公厅关于进一步优化地方政务服务便民热线的指导意见》（国办发〔2020〕53号），规定国务院办公厅负责全国政务服务便民热线工作的统筹协调，指导督促各地区优化政务服务便民热线工作。各级政府办公厅（室）牵头负责本地区的政务服务便民热线优化工作。

## 职责
根据《国务院办公厅主要职责内设机构和人员编制规定》，国务院办公厅承担下列职能：
1. 负责国务院会议的准备工作，协助国务院领导同志组织实施会议决定事项。
2. 协助国务院领导同志组织起草或审核以国务院、国务院办公厅名义发布的公文。
3. 研究国务院各部门和各省、自治区、直辖市人民政府请示国务院的事项，提出审核意见，报国务院领导同志审批。
4. 督促检查国务院各部门和地方人民政府对国务院决定事项及国务院领导同志指示的贯彻落实情况，及时向国务院领导同志报告。
5. 负责国务院值班工作，及时报告重要情况，传达和督促落实国务院领导同志指示。
6. 指导、监督全国政府信息公开工作。
7. 办理国务院和国务院领导同志交办的其他事项。

## 机构设置
根据《国务院办公厅主要职责内设机构和人员编制规定》，国务院办公厅设置下列机构：

### 内设机构
- 秘书一局（国务院总值班室）
- 秘书二局
- 秘书三局
- 秘书四局
- 秘书五局
- 秘书六局
- 政务办公室
- 督查室
- 人事司
- 行政司
- 机关党委
- 离退休干部局

### 直属事业单位
- 中国政府网运行中心

## 人员编制
国务院办公厅机关行政编制为519名（含两委人员编制、援派机动编制、离退休干部工作人员编制）。其中，国务院秘书长1名、国务院副秘书长9名（含兼职），司局级领导职数43名（含机关党委专职副书记2名、离退休干部局领导职数3名）。
- 国务院秘书长
  - 吴政隆（国务委员、国务院机关党组书记）：主持国务院办公厅（和国务院机关党组）全面工作，保障总理、党组书记李强日常工作
- 正部长级国务院副秘书长
  1. 王志军：负责国务院办公厅日常工作，保障副总理、党组副书记丁薛祥日常工作
- 副部长级国务院副秘书长
  1. 王永红：兼任国家机关事务管理局党组书记、局长[11]
  2. 徐守本[12]
  3. 孙广宇
  4. 刘宇辉
  5. 汪洋
  6. 林涛
- 其他副部长级党组成员
  1. 吴道槐：国务院机关党组成员、纪检监察组长

## 驻国办纪检监察组
中央纪律检查委员会国家监察委员会驻国务院办公厅纪检监察组，简称中央纪委国家监委驻国办纪检监察组，是中国共产党中央纪律检查委员会、中华人民共和国国家监察委员会设在国务院办公厅的派驻机构。
2013年11月中共十八届三中全会《中共中央关于全面深化改革若干重大问题的决定》要求：“全面落实中央纪委向中央一级党和国家机关派驻纪检机构，实行统一名称、统一管理。派驻机构对派出机关负责，履行监督职责。”2014年12月，中共中央制定出台《关于加强中央纪委派驻机构建设的意见》，为派驻全覆盖确定了时间表和路线图。2015年1月，经中共中央审批同意，中央纪委在中央办公厅、中央组织部、中央宣传部、中央统战部、全国人大机关、国务院办公厅、全国政协机关新设7家派驻机构，其中除全国人大机关、全国政协机关实行单独派驻外，其余5家实行综合派驻，共涵盖53个部门和单位。2015年3月下旬，中央纪委首次向这7家党和国家重要部门派驻纪检组。2015年4月，中央纪委驻国务院办公厅纪检组正式入驻国务院办公厅，负责归口监督国务院办公厅、国务院参事室、国家机关事务管理局、国务院港澳事务办公室、国务院法制办公室、国务院研究室、国务院发展研究中心、国家行政学院、国家信访局9家单位。中央纪委国家监委驻国务院办公厅纪检监察组同時兼管中央人民政府駐香港特別行政區聯絡辦公室、中央人民政府駐澳門特別行政區聯絡辦公室的紀檢监察工作。2015年4月13日，驻国办纪检组召开第一次组长办公会议；4月20日召开第一次全组会议。2016年1月，中央纪委决定，组建中央纪委驻国务院港澳事务办公室纪检组，归口监督国务院港澳事务办公室、中央人民政府駐香港特別行政區聯絡辦公室、中央人民政府駐澳門特別行政區聯絡辦公室的紀檢监察工作。
2018年，中央纪委驻国办纪检组改为中央纪律检查委员会国家监察委员会驻国务院办公厅纪检监察组。
| 组长 - 辛维光（2015年3月－2020年3月） - 刘实（2020年3月－2022年10月） - 吴道槐（2022年10月－） 副组长 | 正局级纪律检查员 副局级纪律检查员 |